# Oleksij Nejischpapa

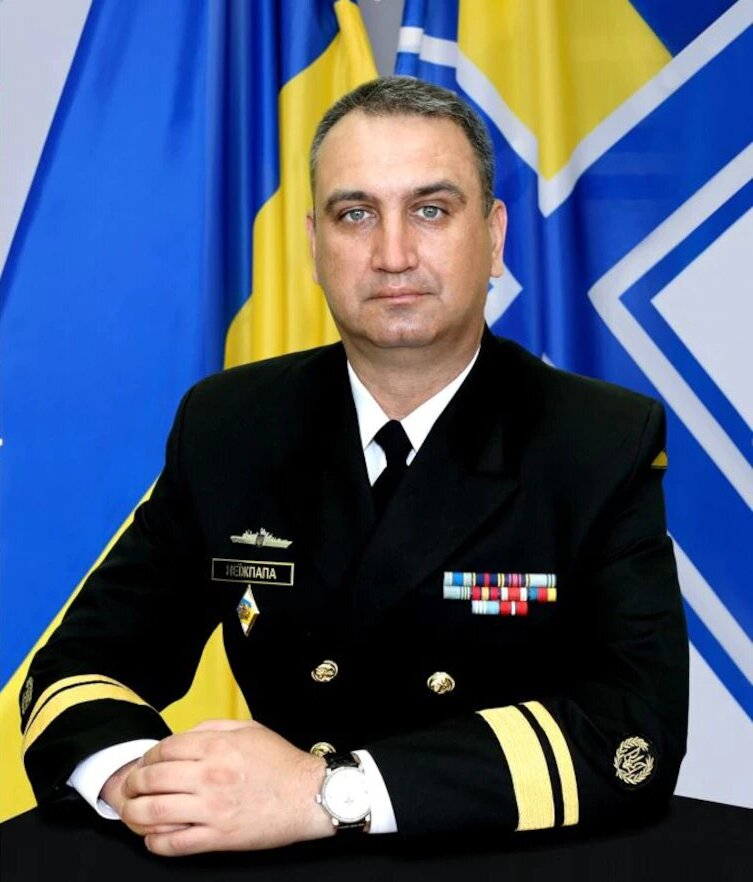
Oleksij Nejischpapa, in der Uniform eines Konteradmirals (2020)

Oleksij Leonidowytsch Nejischpapa (ukrainisch Олексій Леонідович Неїжпапа; * 9. Oktober 1975 in Sewastopol) ist ein ukrainischer Vizeadmiral. Er ist seit 2020 der Kommandeur der Ukrainischen Seestreitkräfte.

## Leben
Nejischpapa schloss 1997 die Marineakademie in seiner Geburtsstadt Sewastopol ab. 2008 beendete er ebenfalls an der Marineakademie eine Weiterbildung und besuchte bis 2015 die Iwan-Tschernjachowskyj-Universität für nationale Verteidigung in Kiew. Von 2015 bis 2019 war er stellvertretender Kommandeur der ukrainischen Marine für Kampftraining und Leiter der Abteilung für Kampftraining des ukrainischen Marinekommandos. 2017 wurde er zum Konteradmiral befördert. Darüber hinaus befehligte er von den Rangstufen Leutnant bis Kapitän 1. Klasse verschiedene Schiffe der Marine. Im April 2020 wurde Nejischpapa stellvertretender Kommandeur der ukrainischen Seestreitkräfte und nahm an Kampfhandlungen in den Oblasten Donezk und Luhansk teil.
Im Juni 2020 wurde er von Präsident Wolodymyr Selenskyj als Nachfolger von Vizeadmiral Ihor Worontschenko zum Kommandeur der ukrainischen Marine ernannt. Zwei Tage nach Versenkung der Moskwa, des Flaggschiffs der russischen Schwarzmeerflotte, erhielt Nejischpapa die Beförderung zum Vizeadmiral. In der Begründung der Beförderung wurde offiziell kein Bezug zur Versenkung hergestellt. Am 17. Juni 2022 wurde Nejischpapa der Bohdan-Chmelnyzkyj-Orden III. Klasse verliehen.

## Auszeichnungen
- 2022: Bohdan-Chmelnyzkyj-Orden III. Klasse[5]